# Андреас (князь Лайнінгенський)
Андреас, князь Лайнінгенський (нім. Andreas, Fürst zu Leiningen; нар. 27 листопада 1955) — 8-й князь Лайнінгенський, син 7-го князя Лайнінгенського Еміха Кіріла, та принцеси Ольденбурзької Ейліки.

## Біографія
Андреас народився 27 листопада 1955 року у Франкфурті-на-Майні. Він став другим тином та третьою дитиною в родині 7-го князя Лейнінгенського Еміха Кіріла та його дружини Ейліки Ольденбурзької. Мав старшого брата Карла-Еміха та сестру Меліту, згодом народилась ще одна сестра — Стефанія.
У віці 25 років Андреас узяв за дружину 22-річну принцесу Александру Ганноверську. Цивільна церемонія укладення шлюбу пройшла в Аморбаху 5 жовтня 1981. Вінчання відбулося 11 жовтня в австрійському Гмундені. У подружжя народилося троє дітей. 24 травня 1991 його старший брат Карл-Еміх вступив у шлюб із Габріелою Тіссен, визнаний родиною морганатичним, і був позбавлений прав на наслідування батьківського титулу. 30 жовтня того ж року Еміх Кіріл помер, і Андреас став князем Лейнінгенським.

## Родина
Дружина — Александра Ганноверська
Діти:
- Фердинанд (нар.1982) — одружений з прусською принцесою Вікторією Луїзою, дітей не має;
- Ольга (нар.1984) — неодружена, дітей не має;
- Герман (нар.1986) — одружений з Ізабеллою Гойбах, дітей не має.